# Saint-Élix-le-Château
Saint-Élix-le-Château település Franciaországban, Haute-Garonne megyében. Lakosainak száma 927 fő (2022. január 1.). Saint-Élix-le-Château Lafitte-Vigordane, Le Fousseret, Lavelanet-de-Comminges, Marignac-Lasclares, Saint-Julien-sur-Garonne és Salles-sur-Garonne községekkel határos.

## Népesség
A település népessége az elmúlt években az alábbi módon változott:
| Lakosok száma | 499  | 524  | 559  | 658  | 783  | 907  | 883  | 919  | 921  | 927  |
|               | 1968 | 1982 | 1990 | 2006 | 2013 | 2016 | 2017 | 2019 | 2020 | 2022 |